# Hørby (Mariagerfjord)
Hørby is een klein dorp in de Deense regio Noord-Jutland dat deel uitmaakts van de gemeente Mariagerfjord. De plaats telt goed 200 inwoners. Hørby ligt direct ten oosten van de E45, even buiten Hobro. 